# Curie-Prinzip
Das Curie-Prinzip ist ein von Pierre Curie 1894 formuliertes Symmetrieprinzip der Festkörperphysik. Er entwickelte es bei der Beschreibung von Kristallen, die sich in einem elektrischen Feld befinden. Es besagt:
- Die Symmetrie, die für eine physikalische Erscheinung charakteristisch ist, ist die größtmögliche mit dem Phänomen verträgliche Symmetrie.
- Eine physikalische Erscheinung kann nur in einer Umgebung existieren, das seine charakteristische Symmetrie oder eine Untergruppe davon besitzt.

Daraus zog er zwei Schlussfolgerungen:
- Da Ursachen bestimmte Wirkungen erzeugen, müssen die Symmetrieelemente der Ursachen sich in den Wirkungen wiederfinden.
- Wenn Wirkungen eine Symmetrieerniedrigung enthüllen, dann muss sich dies in der Symmetrie der Ursache widerspiegeln.

Somit erweitert Pierre Curie die Symmetrieüberlegungen von Franz Ernst Neumann auf Fälle, bei denen auf den Kristall eine äußere Kraft wirkt – diese bezeichnet er allgemein als Ursache bzw. physikalische Erscheinung. Bei dieser Kraft kann es sich um ein elektrisches oder magnetisches Feld handeln, aber auch um eine mechanische Spannung. Durch die Wirkung dieser Kraft kann sich die Symmetrie des Kristalls erniedrigen. Dies kann nach dem Neumannschen Prinzip auch Veränderungen in den physikalischen Eigenschaften des Kristalls zur Folge haben.

## Beschreibung
Bezeichnet man die Symmetriegruppe des freien Kristalls als GK und die Symmetriegruppe der wirkenden Kraft mit GF, so gilt für die Symmetriegruppe GKF des Kristalls unter der Wirkung der Kraft:
{\displaystyle G_{KF}=G_{F}\cap G_{k}}
Für die Anwendung des Neumannschen Prinzips ist als Kristallsymmetrie die Symmetriegruppe GKF zu verwenden.
Somit ergibt sich für die Symmetriegruppe GEF der physikalischen Eigenschaften des Kristalls unter der Kraftwirkung:
{\displaystyle G_{EF}\supseteq G_{KF}=G_{F}\cap G_{k}}

## Beispiel
Ein homogenes elektrisches Feld hat die Symmetrie {\displaystyle \infty m}, insbesondere ist es nicht zentrosymmetrisch. Bringt man nun einen Kristall, der ein Symmetriezentrum besitzt, in ein solches elektrisches Feld, so erniedrigt sich nach dem Curie-Prinzip seine Symmetrie: er verliert sein Symmetriezentrum. Dies kann dadurch nachgewiesen werden, dass der Kristall im elektrischen Feld piezoelektrisch wird.
Mit Hilfe des Curie-Prinzips kann man bestimmen, welche physikalischen Eigenschaften des Kristalls durch ein äußeres Feld induziert werden können.